# Lola Liivat
Lola Liivat (Tallinn, 17 de agosto de 1928 – 6 de maio de 2025) foi uma pintora expressionista abstrata da Estónia.

## Carreira
Em 1954 formou-se na Escola de Arte de Tartu.
Desde 1954 expõe as suas pinturas na Estónia e no estrangeiro.
Em 2001, foi premiada com a Ordem da Estrela Branca.

## Morte
Liivat morreu no dia 6 de maio de 2025, aos 96 anos.

## Galeria

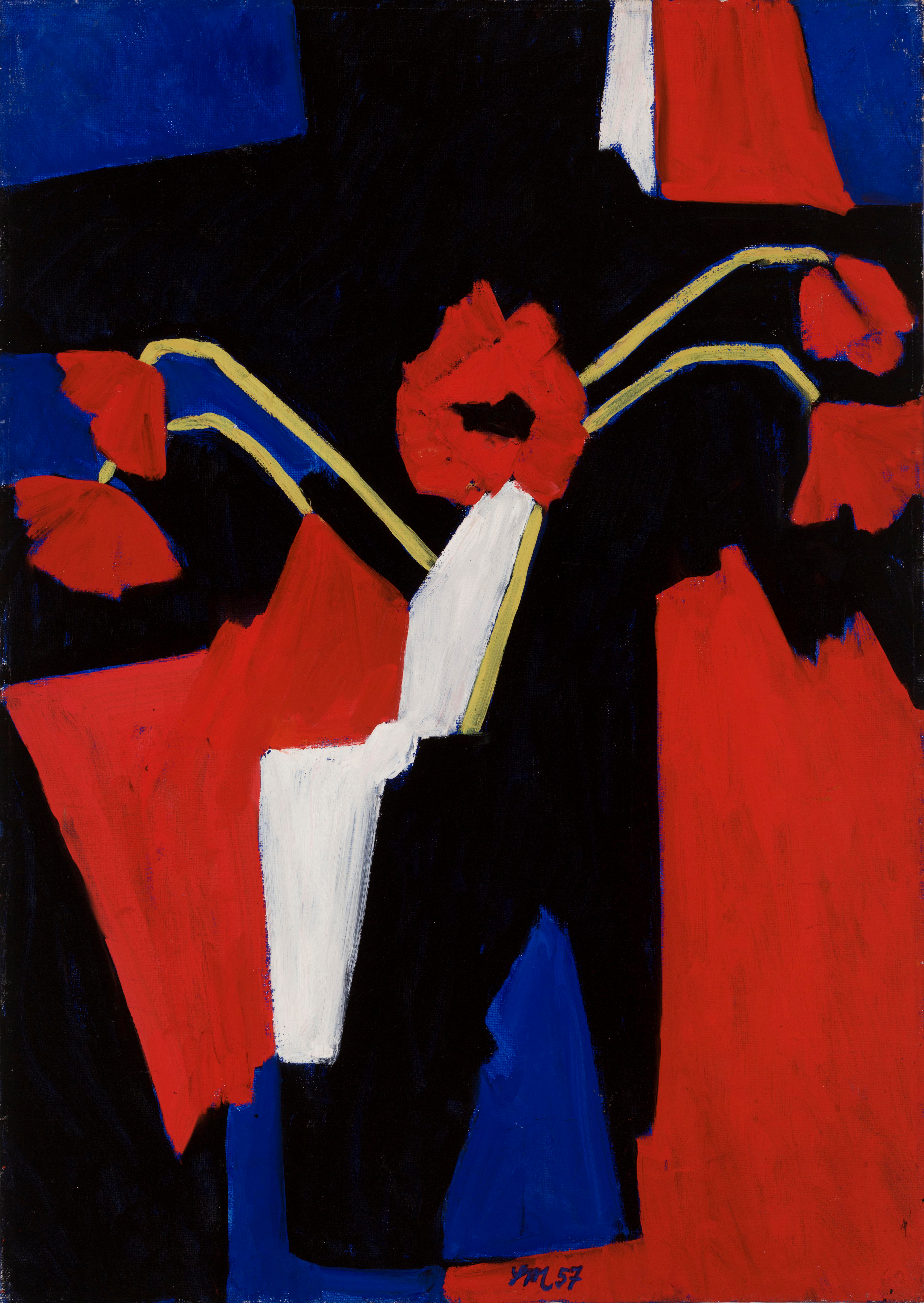
Moonid (1957)
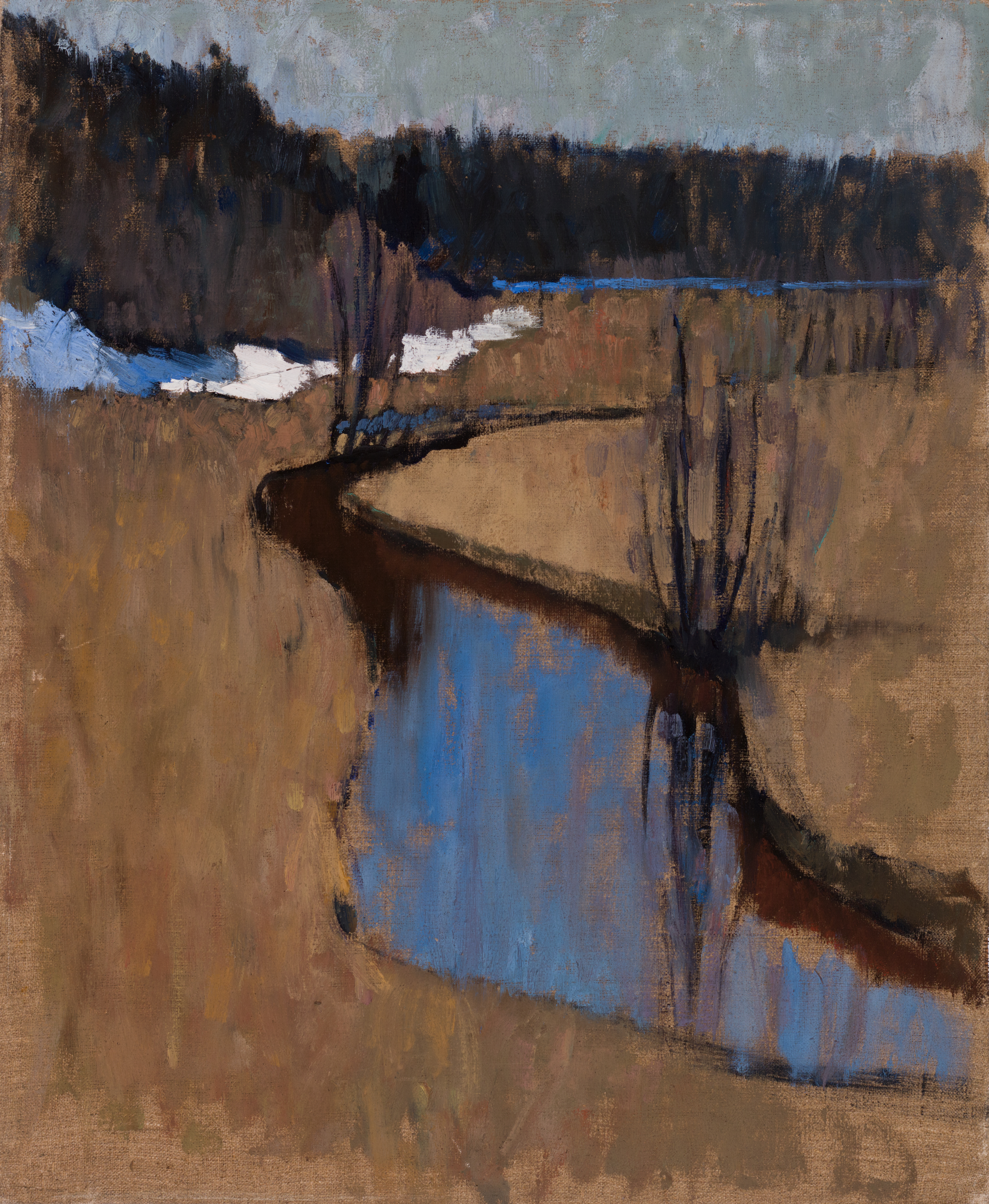
Kevad (1959)
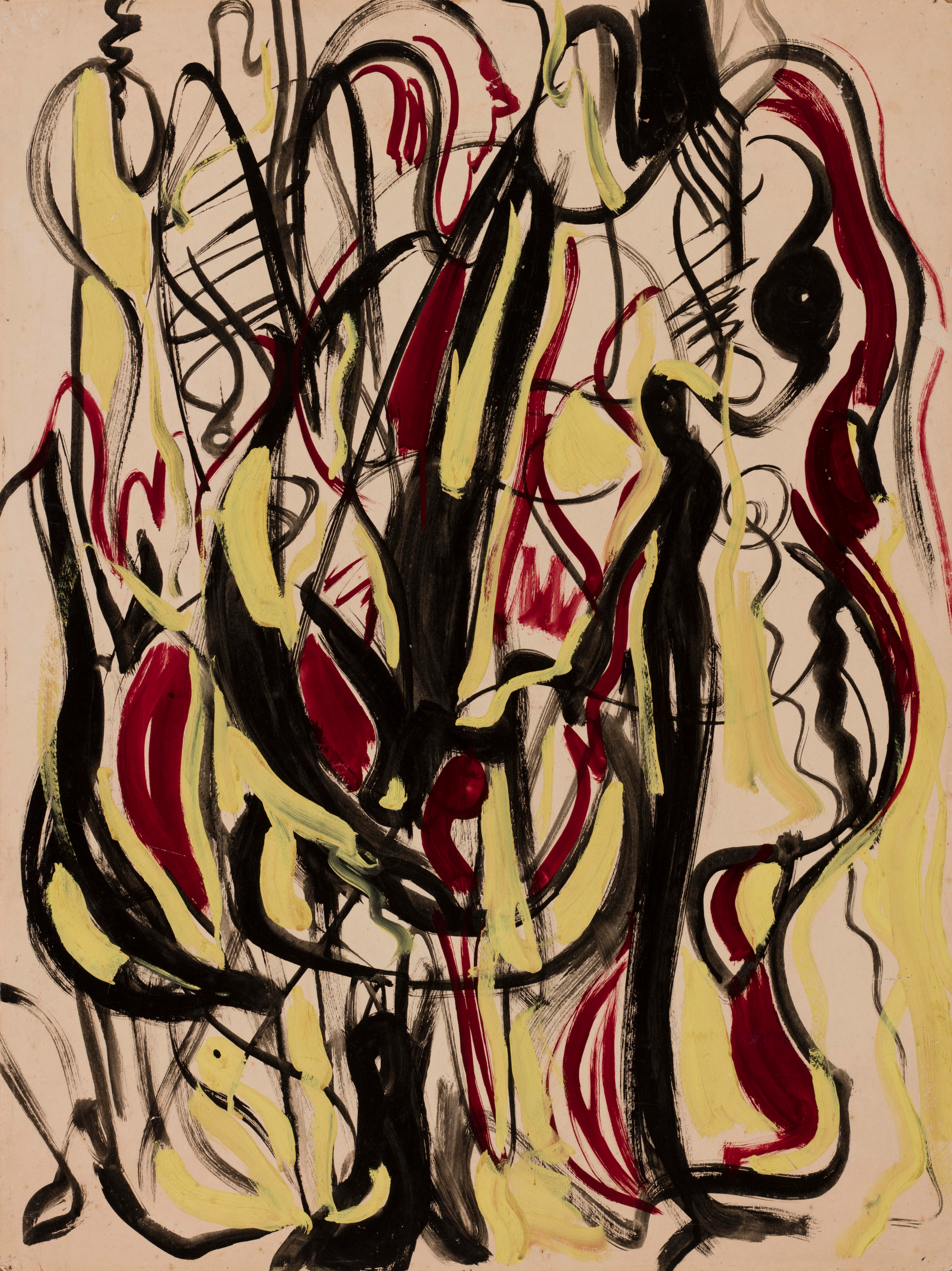
A la Kandinsky (1960)
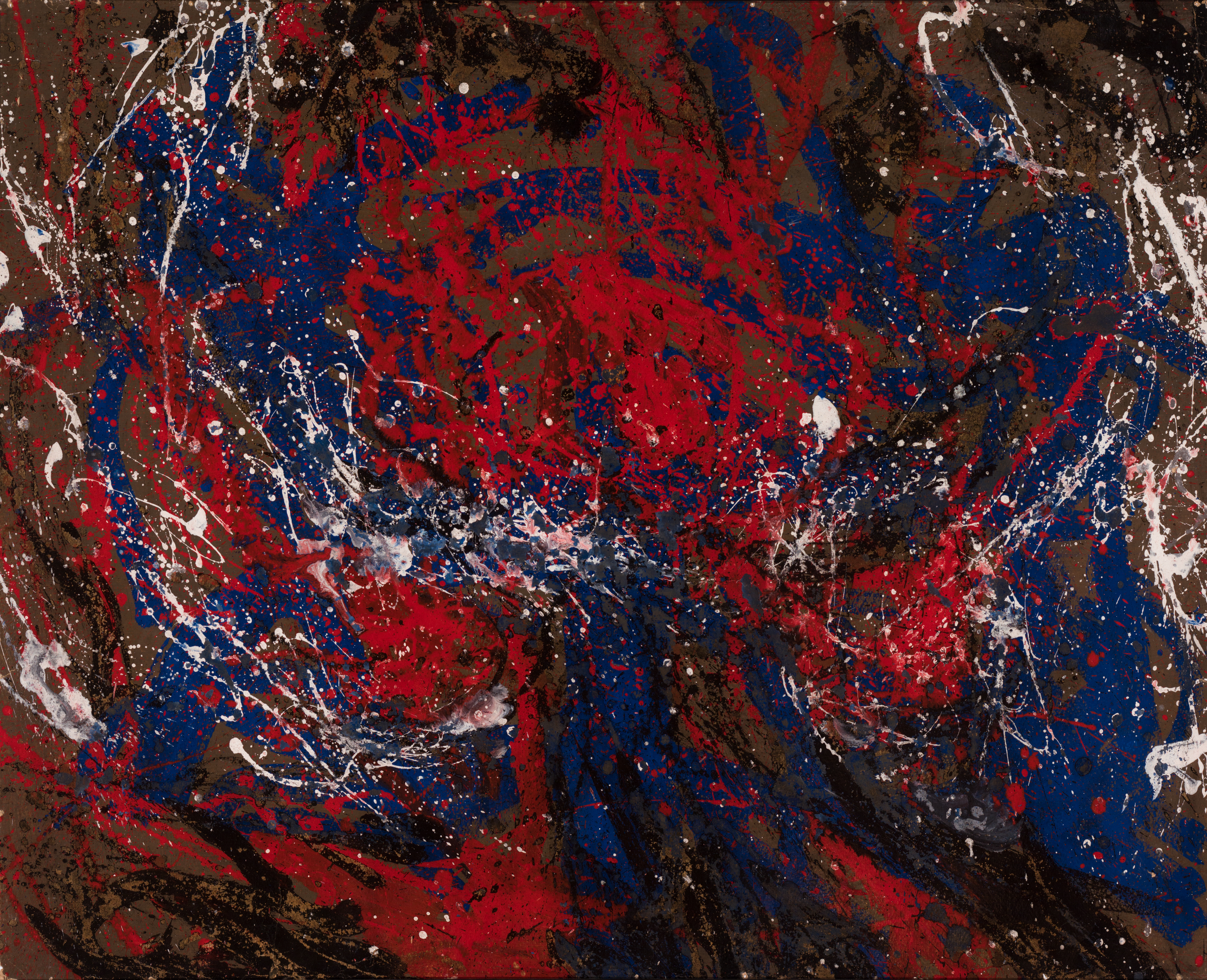
Protestilaul (1962)
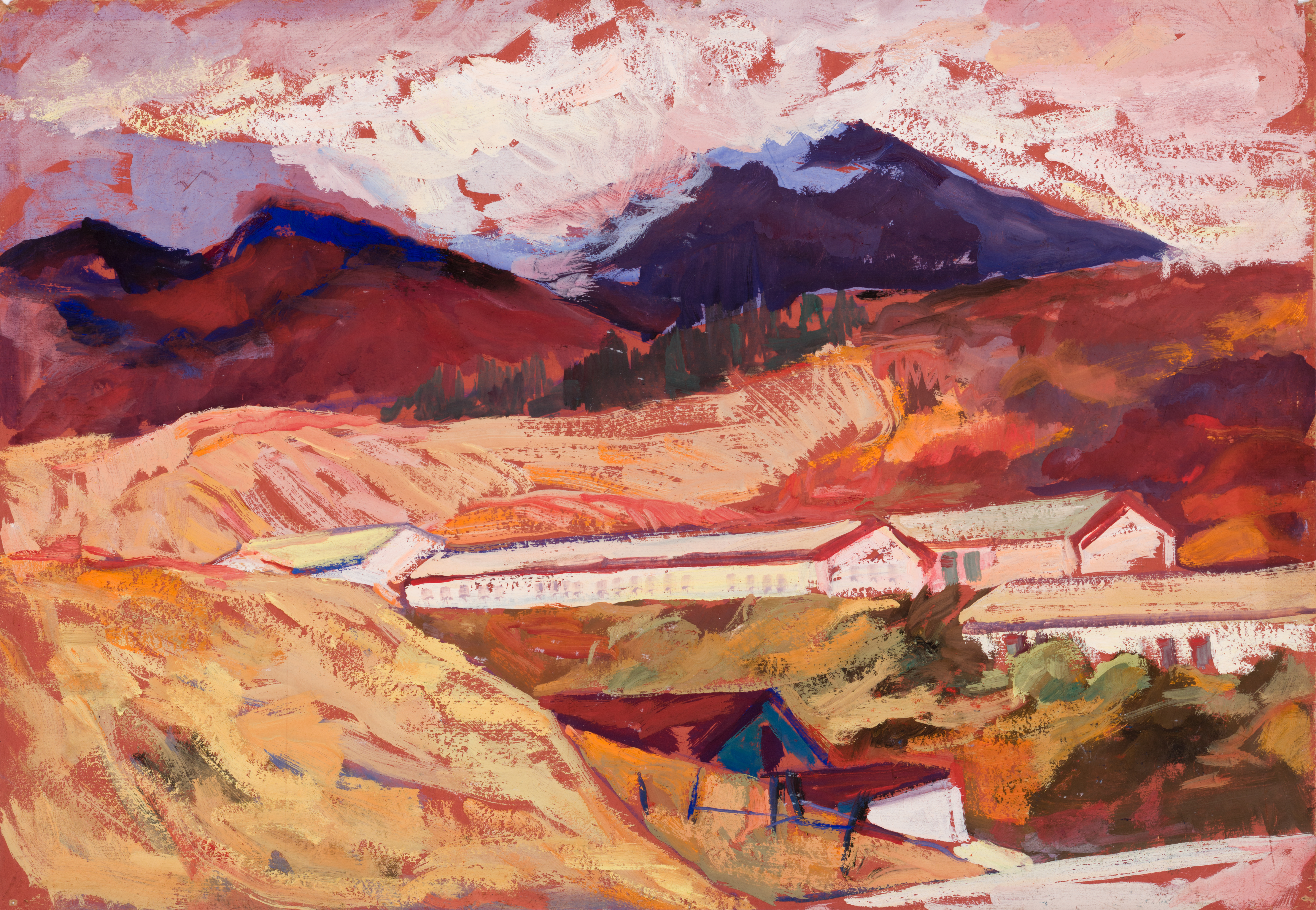
Vaade viinamarjakasvatamise sovhoosile (1963)
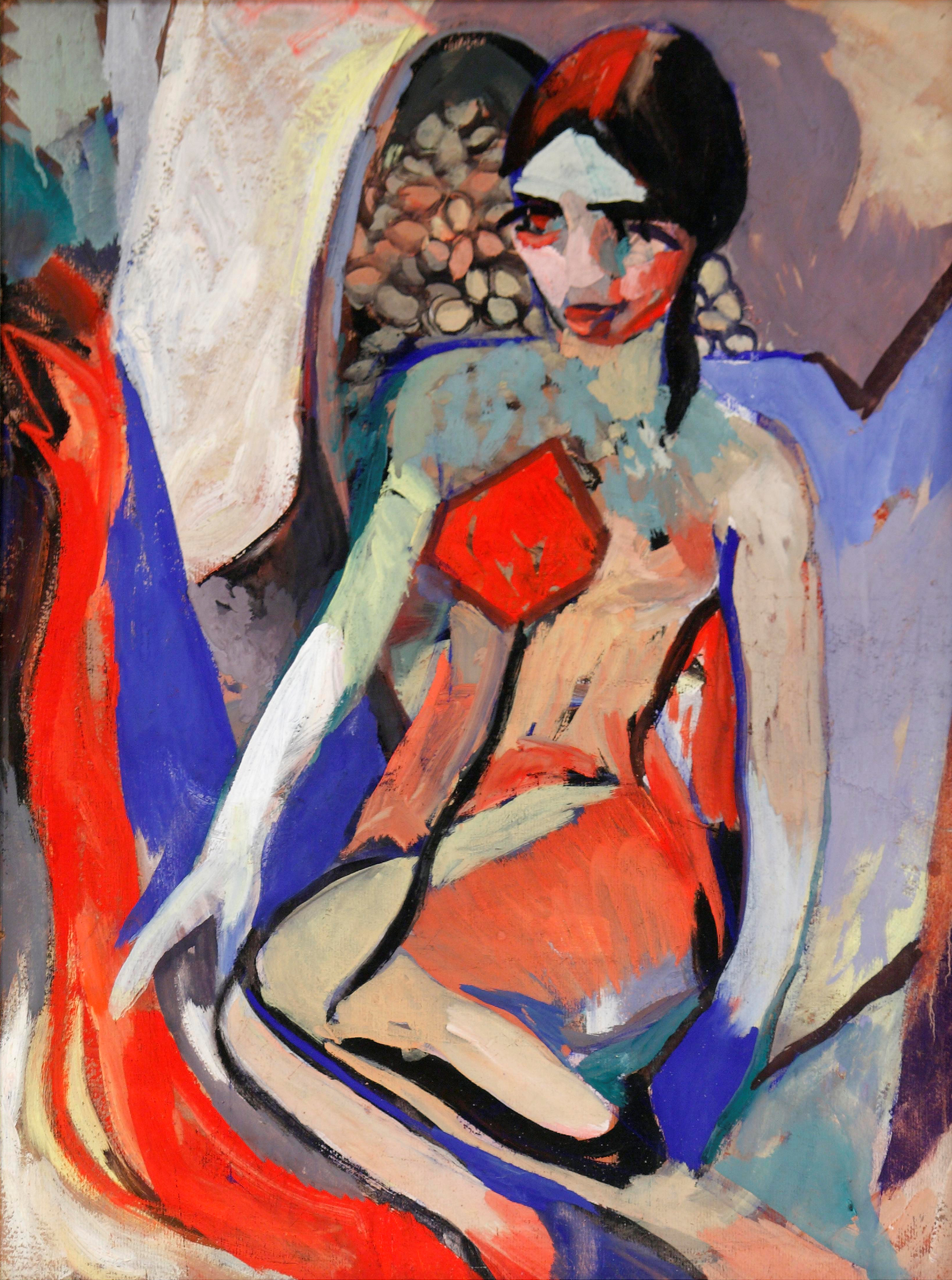
Krimmi pruut (1964)
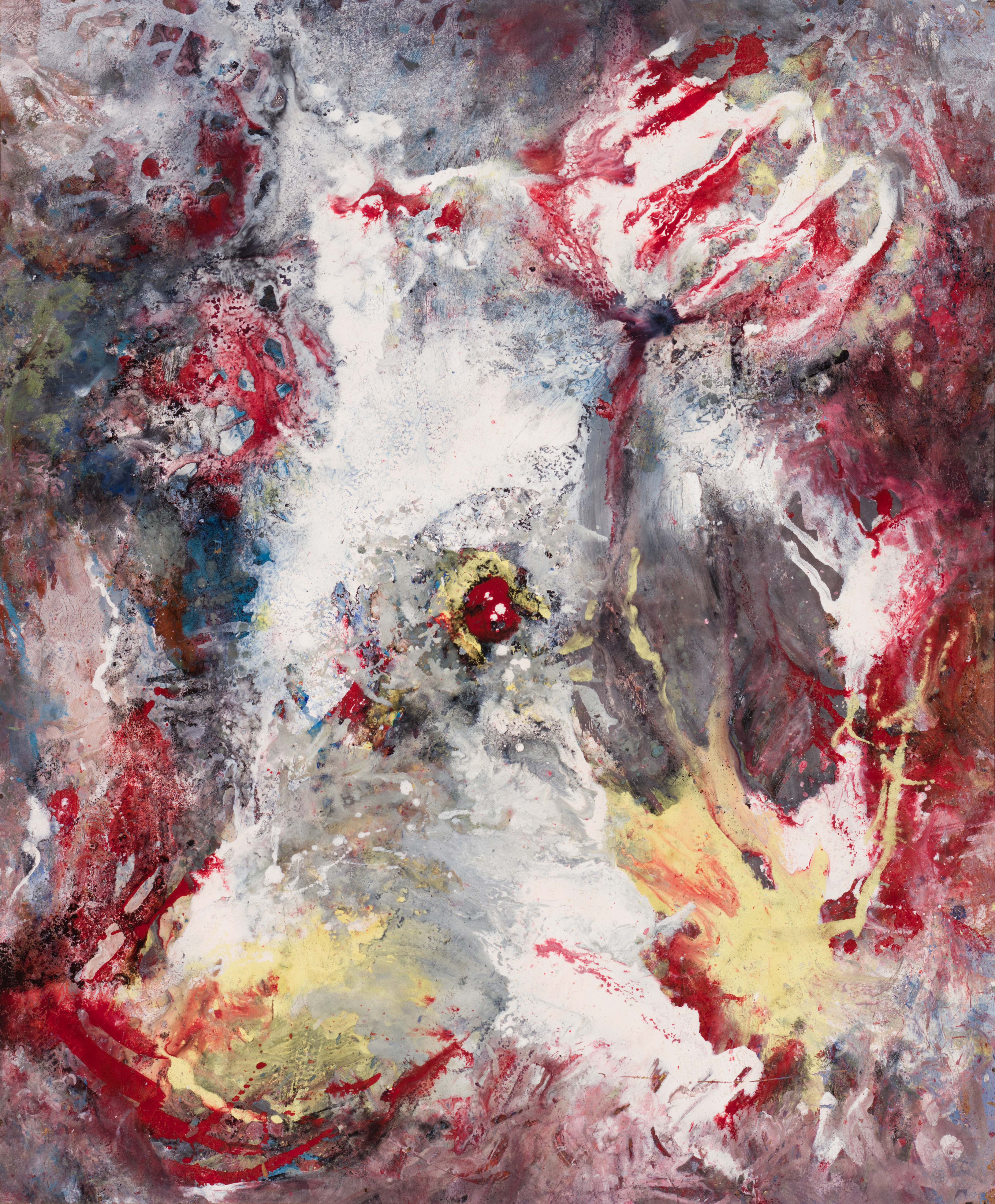
Kevad I (1967)
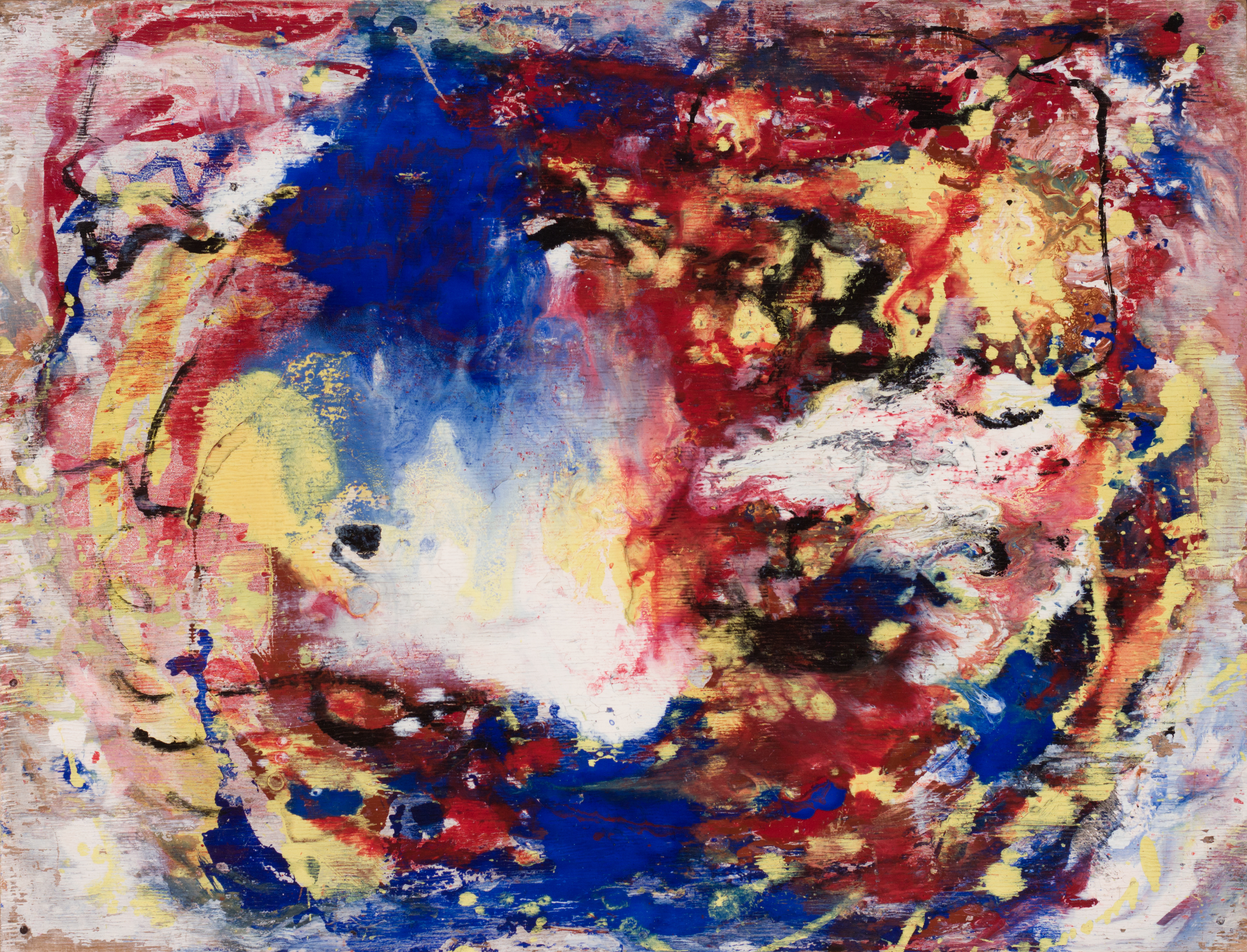
Kompositsioon (1967)
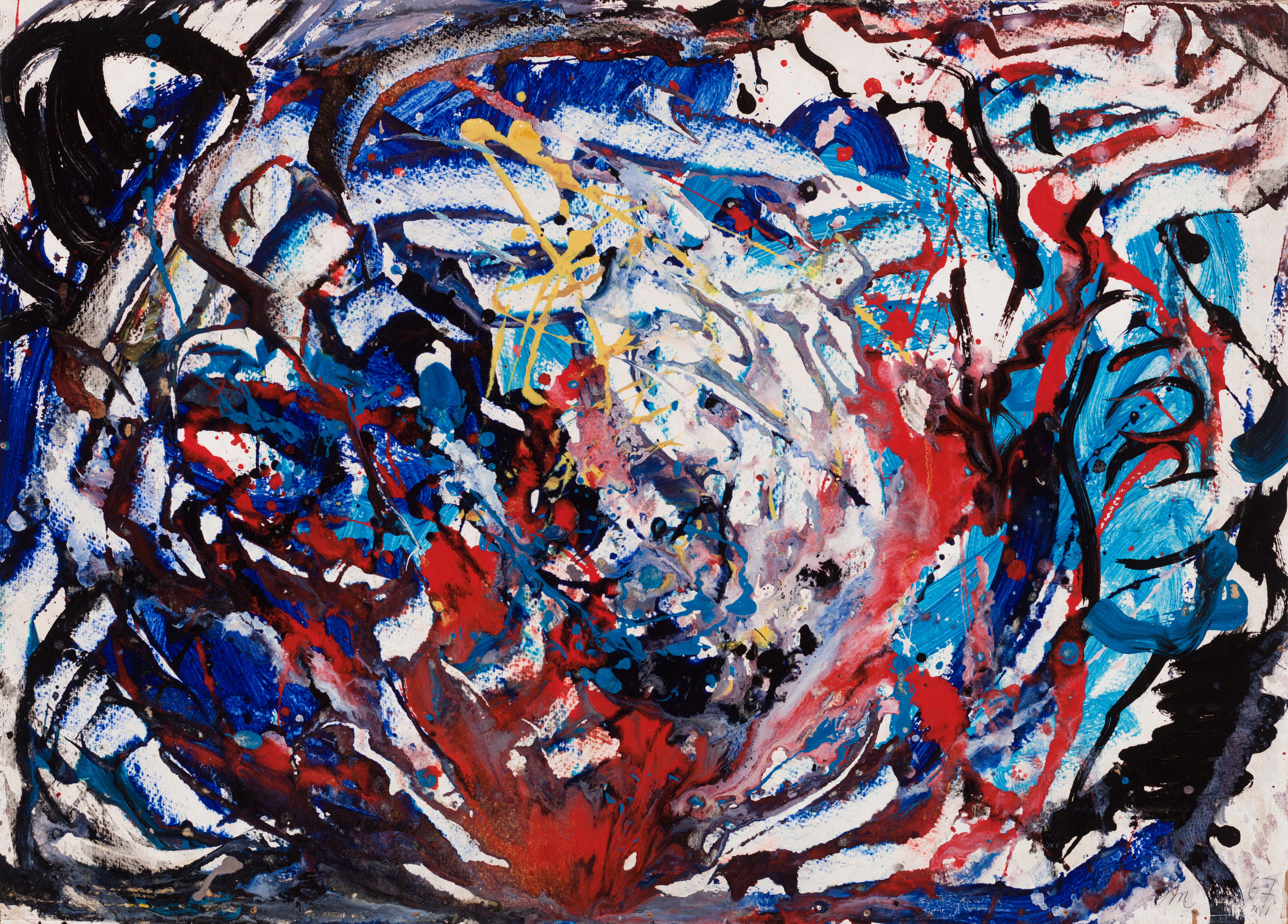
Abstraktsioon (1967)
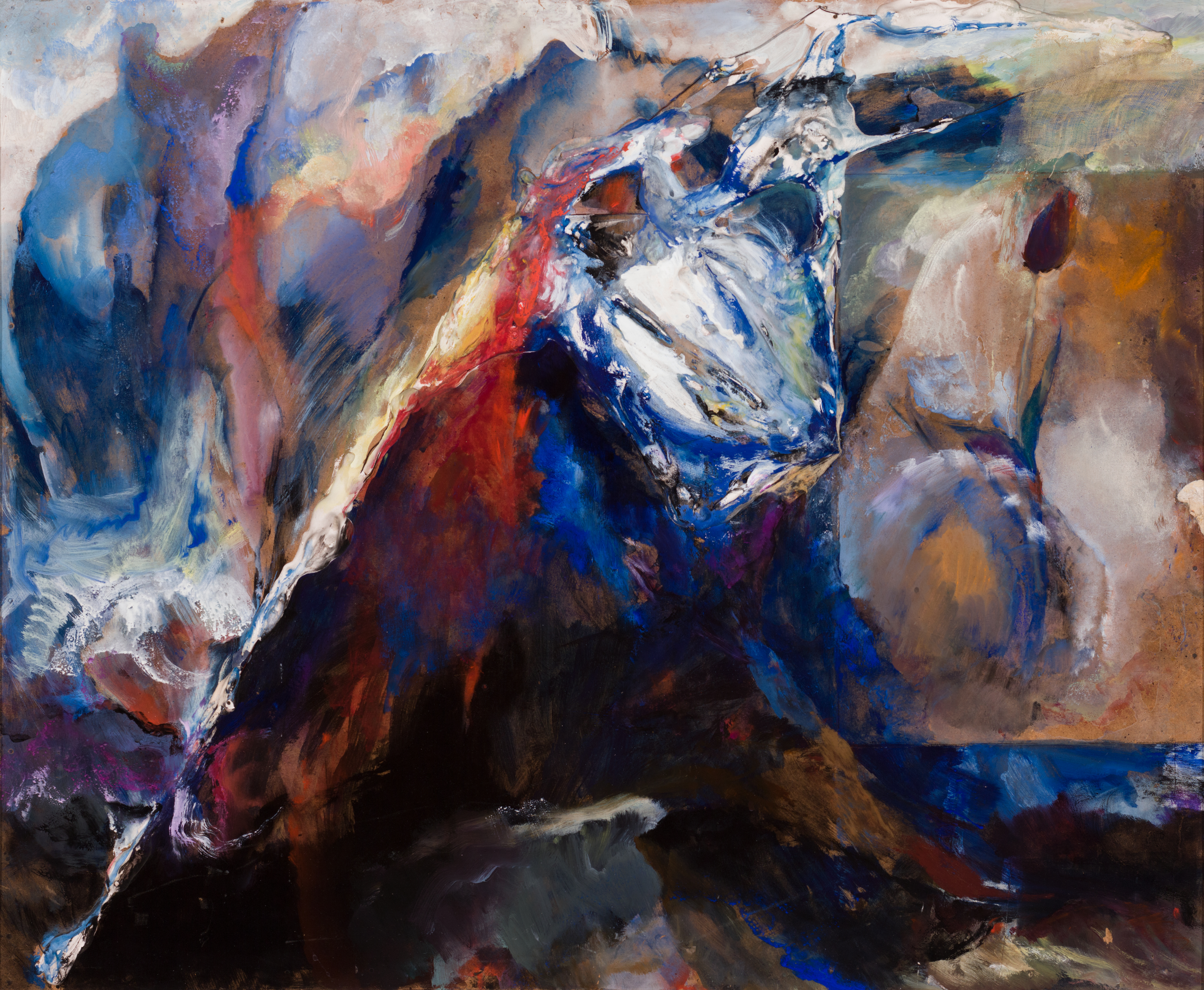
Kompositsioon I (1969)